# エバ・パブリック
エバ・パブリック（Eva Pawlik、1927年10月4日 - 1983年7月31日）は、オーストリア出身の女性フィギュアスケート選手、のちに女優、アナウンサー。1948年サンモリッツオリンピック女子シングル銀メダリスト。1949年ヨーロッパフィギュアスケート選手権優勝。

## 経歴
- 1948年サンモリッツオリンピックで銀メダルを獲得。同年の世界選手権後に引退し、プロスケーター兼女優として活動。
- 1949年ヨーロッパフィギュアスケート選手権優勝。
- 1961年、アナウンサーに転向。1973年以降は教師として活動。

## 主な戦績
| 大会/年      | 1947-48 | 1948-49 |
| ------------ | ------- | ------- |
| オリンピック | 2       |         |
| 世界選手権   | 2       |         |
| 欧州選手権   | 2       | 1       |